# Liste der Kulturdenkmale im Stadtbezirk Rüningen
Die Liste der Kulturdenkmale im Stadtbezirk Rüningen umfasst einen Teil der Kulturdenkmale im Braunschweiger Stadtbezirk Rüningen, größtenteils basierend auf dem Braunschweiger Leit- und Informationssystem BLIK und Veröffentlichungen der Denkmalschutzbehörde Braunschweig.

## Kulturdenkmale
| Bild                                   | Bezeichnung                            | Lage                                | Beschreibung | Bauzeit   | Eingetragen seit | Denkmal- nummer |
| -------------------------------------- | -------------------------------------- | ----------------------------------- | --- | --------- | ---------------- | --------------- |
| Alte Fachwerkhäuser                    | Alte Fachwerkhäuser                    | Rüningen Thiedestraße Karte         | Fachwerkhäuser die über Bausubstanz aus der ersten Hälfte des 19. Jahrhunderts verfügen. |           |                  |                 |
| BW                                     | Alte Schmiede                          | Rüningen Berkenbuschstraße 2 Karte  | Ehemalige Schmiede. |           |                  |                 |
| BW                                     | Alte Schule                            | Rüningen Heerstieg Karte            | Ehemalige Schule. |           |                  |                 |
| Ehemaliger Standort des Rüninger Turms | Ehemaliger Standort des Rüninger Turms | Rüningen Thiedestraße Karte         | Ehemaliger Standort des Rüninger Turms. Dieser war ein alter Landwehrturm der Braunschweiger Landwehr und wurde 1724 abgerissen. Erhalten blieb das angrenzende Rüninger Zollhaus. Das Zollhaus wurde 1950 in die Braunschweiger Altstadt versetzt. |           |                  |                 |
| St.-Hedwig-Kirche                      | St.-Hedwig-Kirche                      | Rüningen Am Westerberge 27 Karte    | Moderne katholische Kirche mit Ziegelfassade und Dachreiter, 1957 geweiht. Architekt Josef Fehlig. | 1956–1957 |                  |                 |
| Rüninger Mühle                         | Rüninger Mühle                         | Rüningen Berkenbuschstraße 11 Karte | Die Rüninger Mühle wurde 1312 erstmals erwähnt. Ursprünglich wurde sie als Wassermühle durch die Oker angetrieben. Im 19. Jahrhundert erfolgte der Ausbau zu einer industriellen Großmühle.                                                         |           |                  |                 |
| St.-Petri-Kirche                       | St.-Petri-Kirche                       | Rüningen Thiedestraße Karte         | Evangelisches Kirchengebäude aus Backstein im neogotischen Stil aus dem Jahr 1876. | 1876      |                  |                 |